# Sri Jayewardenapura Kotte
Sri Jayewardenapura Kotte of (in het dagelijks taalgebruik) Kotte is sinds 1982 de hoofdstad van Sri Lanka. De stad ligt in het district Colombo, aan de oostkant van de stad Colombo, en telt 115.826 inwoners (2001).

## Geschiedenis

### Oude geschiedenis
Kotte, wat 'fort' betekent, was de hoofdstad van het oude koninkrijk Kotte van de 14e tot de 16e eeuw. De stad werd gesticht op de oevers van de rivier de Diyawanna Oya als een versterking om, in de 13e eeuw, invasies van het Koninkrijk Jaffna van Arya Chakaravarthi tegen te houden.
Het leger van Arya werd tegengehouden door Alagakkonara. Deze werd door Ibn Batuta vermeld als koning van Kurunegala, maar andere bronnen laten vermoeden dat hij de bewaker was van Raigama Korale (graafschap) in het hedendaagse district Kalutara. Hoe het ook zij, hij hield hem tegen en versloeg de invasievloot in Panadura, in het zuidwesten.
Kotte was een 'jala durgha' (waterfort) in de vorm van een driehoek. De Diyawanna Oya vormt daarvan twee zijden. Langs de derde op land gelegen zijde werd een diepe gracht gegraven, de 'binnengracht'. Deze gracht werd versterkt met versterkingen die gemaakt werden van 'kabook' of gewone rotsblokken. Het gebied dat buiten de binnengracht viel werd 'Pitakotte' (buitenfort) genoemd, dat binnen de binnengracht 'Ethul Kotte' (binnenfort).

### Hoofdstad
Later werd de stad hoofdstad van het eiland en werd de naam 'Sri Jaya Vardhana Pura Kotte' gegeven, wat betekent 'de gezegende versterkte stad van de groeiende overwinning'. In 1505 kwamen de Portugezen naar het eiland en namen de controle over de stad over in 1565. Omdat de stad de aanvallen van het koninkrijk van Sitawaka (Avissawella) niet kon tegenhouden, werd de stad verlaten door de Portugezen. De Portugezen maakten Colombo de nieuwe hoofdstad.

### Eerherstel
De wederopbouw van Kotte begon in de 19e eeuw. De archeologische overblijfselen werden in de vorm van spolia gebruikt als bouwmateriaal, een proces dat nog voortduurt. Sommige van die overblijfselen zitten nu in de Victoriabrug, over de rivier de Kelani.
Nadat de nieuwe regering in 1977 de stad tot hoofdstad verkoos, werd een enorm meer gevormd door het droogleggen van de moeraslanden rond de Diyawanna Oya. De nieuwe regeringsgebouwen, o.a. het Parlement, werden gebouwd op Duwa, een eiland van 50.000 m² in het midden van het meer.
Het eiland (Pittakotte) werd al eerder gebruikt als een recreatieplaats voor Portugese soldaten in de laatste dagen van de Kotte-eeuw. In die tijd was het verboden om alcohol te drinken in de stad.
Op 29 april 1982 werd het nieuwe parlementaire complex geopend door president Jayewardene. Het verhuizen van alle regeringsfunctionarissen van de oude hoofdstad Colombo naar hier duurt nog altijd voort.

## Gemeente Kotte
De Gemeentelijke Raad van Kotte werd in 1930 in het leven geroepen en zetelde in Welikada. Het werd opgevolgd door de Stadsraad van Kotte, die een groot deel van zijn bevoegdheden moest overdragen aan het gemeentebestuur van Colombo, afdeling Borella. De Stadsraad van Kotte werd het gemeentebestuur van Sri Jayawardanapura Kotte in 1997 met Chandra Silva als de eerste burgemeester.
In de gemeenteraad zijn 20 gemeenteraadsleden (MMC's), die verkozen worden. Er zijn 10 afdelingen, maar deze zijn nu meestal afdelingen zonder individuele vertegenwoordiging.

## Transport
Het enige belangrijke spoorwegstation is Nugegoda en dat ligt op de Kelani Valleilijn. In Nugegoda is ook de belangrijkste bushalte en in Pita Kotte en Welikada zijn kleinere bushaltes. Er zijn veel bussen in de stad en het belangrijkste depot is in Udahamulla.